# 克拉術

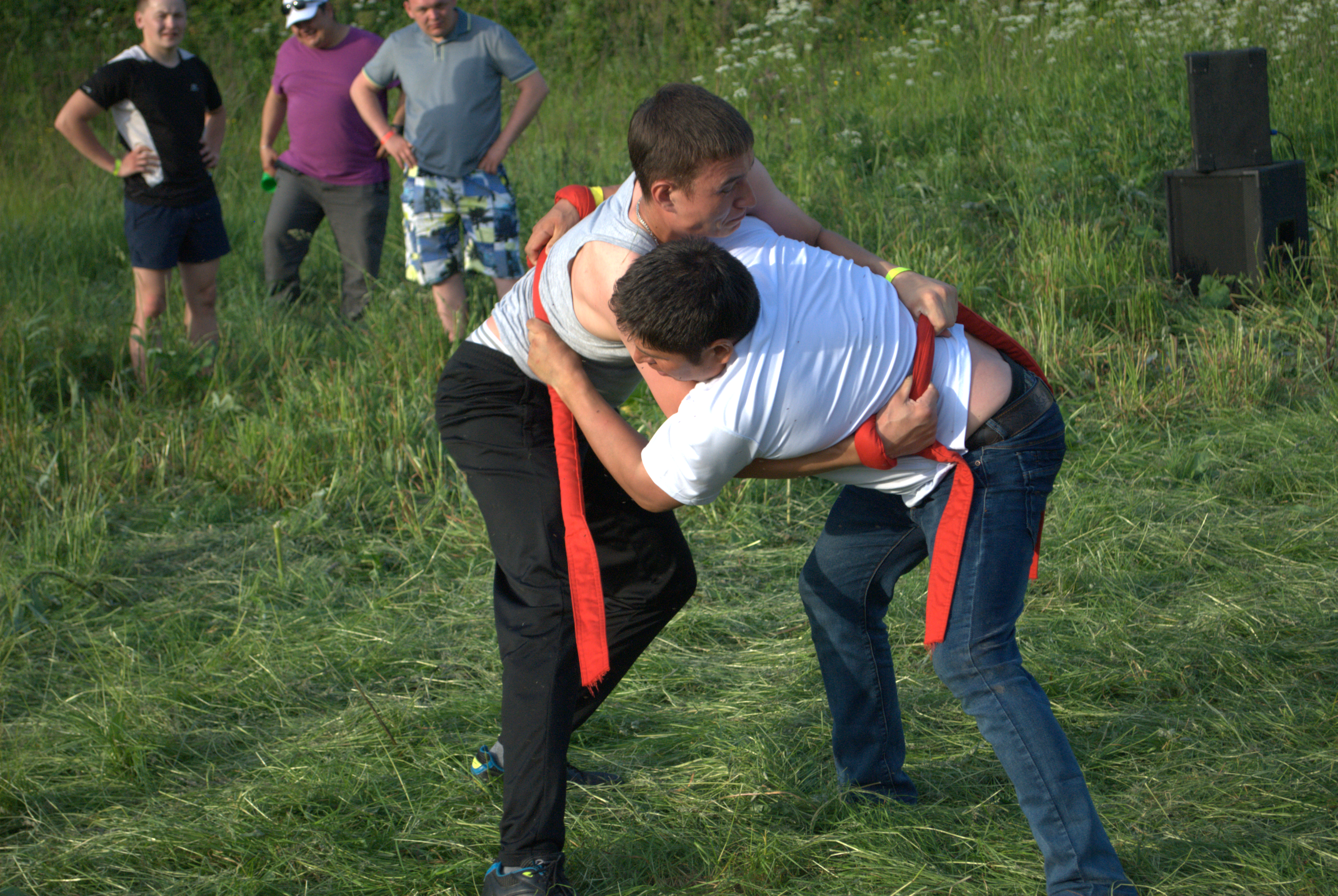
克拉術

克拉術（Kurash）是烏茲別克的一項傳統摔跤運動，「克拉術」在烏茲別克是摔跤的意思。克拉術講究平衡力和多變的抓握法，類似日本的柔道和美國的摔角。